# Jakub Jarolím
Jakub Jarolím (* 28. dubna 1995 Nový Jičín) je český ploutvový plavec, český vlajkonoš a držitel dvou medailí ze Světových her ve Vratislavi 2017, mistr světa z roku 2013 a bývalý držitel světového rekordu na trati 100BF a juniorského světového rekordu na 50BF, mnohonásobný mistr České republiky a držitel osmi českých rekordů.
V roce 2015 získal titul Sportovní král Novojičínska.

## Fotogalerie

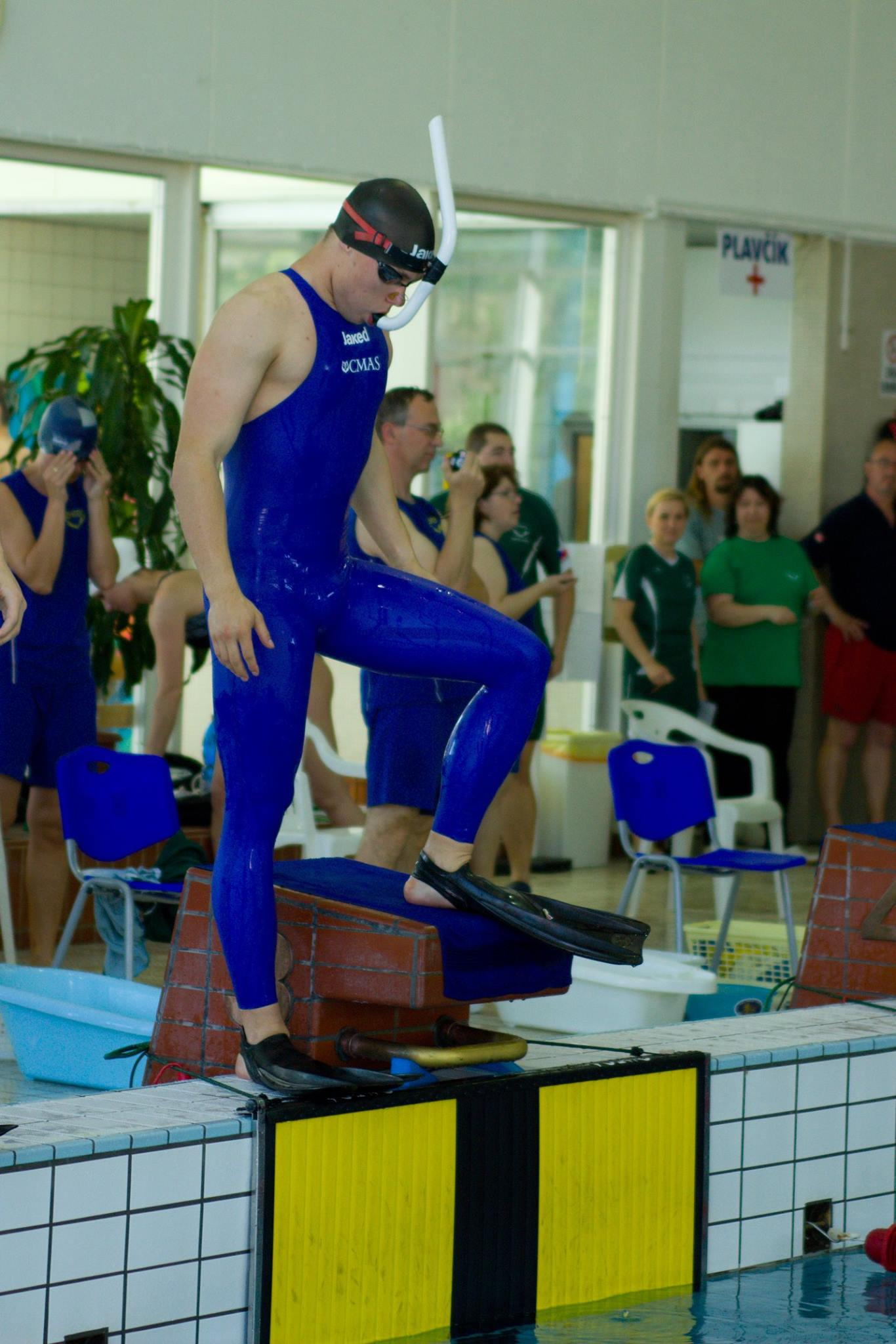
Jakub Jarolím před startem
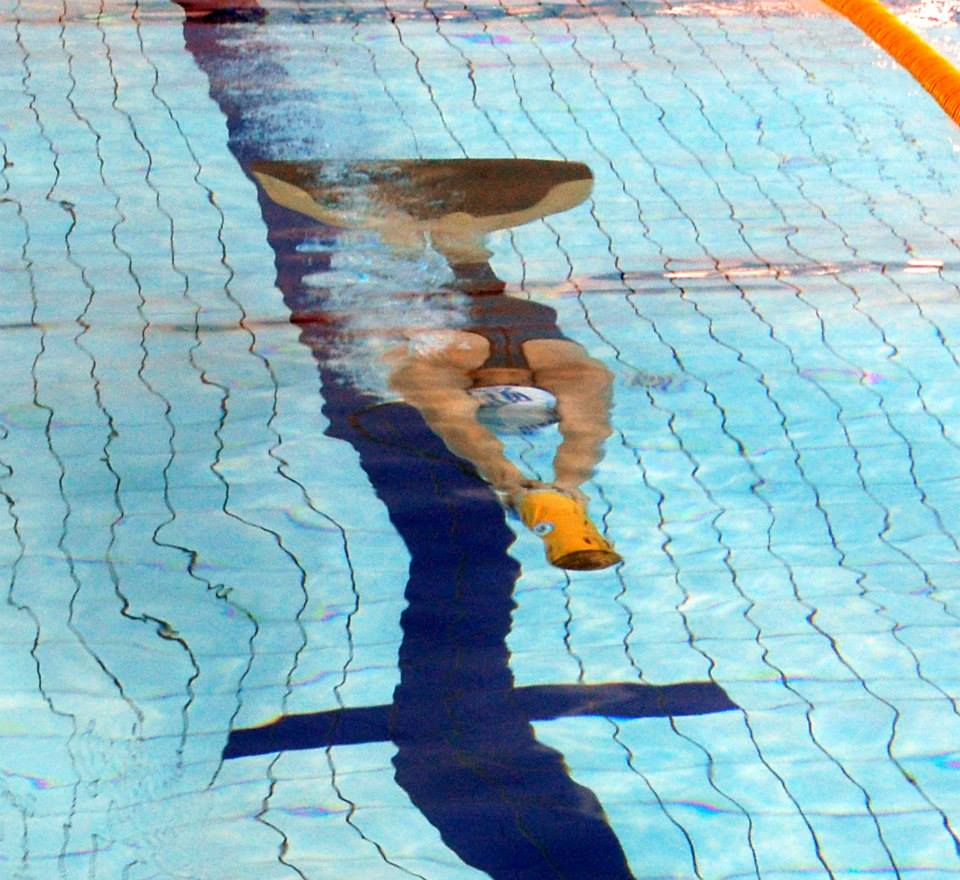
Jakub Jarolím na trati 400RP při MČR